# Teatro Santa Fe
El Teatro Santa Fe (también llamado alternativamente Teatro del Colegio de Médicos) es el nombre que recibe un espacio cultural localizado en la Avenida José María Vargas en Santa Fe Norte parte la urbanización del mismo nombre, en la torre del Colegio de Médicos de Caracas, en el Municipio Barutade Caracas, Estado Miranda, Venezuela. Posee 3 salas y ofrece una diversidad de obras teatrales desde actividades para adultos como para los niños. También se han celebrado exposiciones, musicales, conferencias y actividades culturales.